# Palast Orchester
Palast Orchester er et tysk orkester fra Berlin, der udgør det for et danseorkester fra 1920'erne og 1930'erne. Dets repertoire er specialiseret i kabaret- og popsange fra Weimartiden samt amerikanske popsange fra samme periode. Orkestret udfører omkring 120 koncerter årligt.
Max Raabe etablerede orkestret i 1985 sammen med medstuderende fra Universität der Künste Berlin. Ensemblet benyttede indledningsvis musikarrangementer som Raabe fandt mens han shoppede ved forskellige loppemarkeder. Orkestret benyttede ét år for at lære disse arrangementer uden at give offentlige optrædener eller koncerter. Orkestret gav sin første officielle optræden i 1987 ved Berlin Theaterball, i foyeren som sekundære optrædende, men med en sådan succes, at publikum forlod balsalen for at lytte til orkestrets optræden i foyeren.
Orkestrets optrædener er en hyldest til komponister fra Weimartiden, så som Walter Jurmann, Fritz Rotter, Will Meisel, Charles Amberg, Günter Schwenn, Adolf Steimel og Ralph Maria Siegel. Udover dets opførsler af ældre tysk og amerikansk populærmusik, så opfører orkestret også samtidig musik i samme stil som deres øvrige repertoire, herunder coverversioner af Britney Spears, Tom Jones og Salt'n'Pepa.